# Aleksander Wierny
Aleksander Wierny (ur. 1973 w Częstochowie) – polski prozaik, poeta, dziennikarz i urzędnik.

## Życiorys
Absolwent Instytutu Filozofii Uniwersytetu Wrocławskiego. Były dziennikarz prasowy i telewizyjny. Wydał autobiografię, dwa kryminały, horror oraz tom poetycki Sygontka, za który został nominowany od Nagrody Poetyckiej im. Konstantego Ildefonsa Gałczyńskiego „Orfeusz” 2020. Finalista tej nagrody w 2022 za tom małe nowe ciała. W 2025 ponownie do niej nominowany za tom Nagle, zawsze nagle już tego nie mamy.
Mieszka w Częstochowie, jest naczelnikiem miejskiego wydziału promocji i kultury.

## Książki
- Matka mojego dziecka (Nowy Świat, Warszawa 2003), autobiografia
- Światło (Erica, Warszawa 2009), kryminał
- Teraz (Oficynka, Gdańsk 2012), kryminał
- Krew i strach (Oficynka, Gdańsk 2015), horror
- Sygontka (Stowarzyszenie Żywych Poetów, Brzeg 2019), poezja
- małe nowe ciała (Galeria Sztuki Współczesnej BWA, Olkusz 2021), poezja